# Pierwsza Komisja Jacques’a Delorsa
Pierwsza Komisja Jacques’a Delorsa – Komisja Europejska, która swoją działalność rozpoczęła 1 stycznia 1985, a zakończyła w 1988 roku. Przewodniczącym Komisji był Jacques Delors, a wiceprzewodniczącymi Frans Andriessen, Henning Christophersen, Lord Cockfield, Manuel Marín, Karl-Heinz Narjes i Lorenzo Natali.
Komisja składała się z Przewodniczącego i 17 komisarzy. Trzech przedstawicieli miały Niemcy, po dwóch – Francja, Wielka Brytania, Włochy i Irlandia, a po jednym Dania, Belgia, Luksemburg, Holandia, Grecja, Hiszpania i Portugalia.

## Skład Komisji
| Komisja | Komisarz                                          |
| --- | ------------------------------------------------- |
| Przewodniczący | Jacques Delors                                    |
| Europejski Komisarz ds. Stosunków Międzyinstytucjonalnych i Administracji, Europejski Komisarz ds. Polityki Regionalnej, Europejski Komisarz ds. Polityki Konsumenckiej                                                          | Grigoris Varfis                                   |
| Europejski Komisarz ds. Konkurencji, Europejski Komisarz ds. Zatrudnienia, Spraw Społecznych i Wyrównywania Szans | Peter Sutherland                                  |
| Europejski Komisarz ds. Gospodarczych i Walutowych | Alois Pfeiffer (od 1987)                          |
| Europejski Komisarz ds. Stosunków Międzyinstytucjonalnych i Administracji, Europejski Komisarz ds. Instytucjonalnych i Strategii Komunikacji Społecznej, Europejski Komisarz ds. Edukacji, Kultury, Wielojęzyczności i Młodzieży | Carlo Ripa di Meana                               |
| Europejski Komisarz ds. Energii | Nicolas Mosar                                     |
| Europejski Komisarz ds. Kredytów i Inwestycji, Inżynierii Finansowej i Polityki Na Rzecz Małych i Średnich Przedsiębiorstw, stosunków Północ-Południe, Polityki Śródziemnomorskiej i Stosunków z Ameryką Łacińską i Azją         | Abel Matutes (od 5 stycznia 1986)                 |
| zastępca Europejski Komisarz ds. Rybołówstwa i Gospodarki Morskiej | António Cardoso e Cunha (od dnia 5 stycznia 1986) |
| Europejski Komisarz ds. Polityki Konsumenckiej, Europejski Komisarz ds. Transportu | Stanley Clinton Davis                             |
| Europejski Komisarz ds. Stosunków Zewnętrznych i Europejskiej Polityki Sąsiedztwa, Europejski Komisarz ds. Handlu | Willy De Clercq                                   |
| Europejski Komisarz ds. Polityki Śródziemnomorskiej | Claude Cheysson                                   |
| Europejski Komisarz ds. Rozwoju i Pomocy Humanitarnej, Europejski Komisarz ds. Rozszerzenia i Polityki Sąsiedztwa | Lorenzo Natali                                    |
| Europejski Komisarz ds. Przemysłu i Przedsiębiorczości, Europejski Komisarz ds. Agendy Cyfrowej, Europejski Komisarz ds. Badań Naukowych i Innowacji                                                                             | Karl-Heinz Narjes                                 |
| zastępca Europejski Komisarz ds. Zatrudnienia, Spraw Społecznych i Wyrównywania Szans | Manuel Marín (od 5 stycznia 1986)                 |
| Europejski Komisarz ds. Rynku Wewnętrznego i Usług, Europejski Komisarz ds. Podatków i Unii Celnej, Audytu i Zwalczania Nadużyć Finansowych                                                                                      | Francis Cockfield                                 |
| Europejski Komisarz ds. Budżetu i Programowania Finansowego, Europejski Komisarz ds. Administracji, Audytu i Zwalczania Nadużyć Finansowych                                                                                      | Henning Christophersen                            |
| Europejski Komisarz ds. Rolnictwa i Rozwoju Wsi, Europejski Komisarz ds. Gospodarki Morskiej i Rybołówstwa | Frans Andriessen                                  |